# Johannes Lutsch
Johannes Lutsch (Nagyszeben, 1607. április 28. – Konstantinápoly, 1661. november 17.) nagyszebeni királybíró és szász comes.

## Élete
Nagyszeben egyik patrícius családjában született. 11 éves korában egy évig látogatta a gyulafehérvári jezsuita kollégiumot; a magyar nyelv elsajátítása végett 1620–22-ben a kolozsvári unitárius kollégiumot látogatta, majd a szebeni gimnáziumban fejezte be előkészítő tanulmányait. Még ebben az évben beiratkozott a tübingeni egyetemre; rövid itt tartózkodás után Strassburgba ment, ahol két évig maradt; miután félévet még Marburgban töltött, visszatért hazájába. Városi hivatalba lépve, 1643-ban városkapitány, 1648-ban  polgármester, 1650-ben királybíró és a szászok grófja lett.
Tevékeny részt vállalt II. Rákóczi György külpolitikájának megvalósításában. 1656 januárjában tárgyalásokat folytatott Bohdan Hmelnickij hetmannal, amelynek következtében létrejött egy erdélyi-kozák szövetség. Ugyanebben az évben az erdélyi országgyűlés Barcsay Ákos és Dániel Ferenc társaságában Mehemed Köprili nagyvezér táborába küldte, hogy megbékítsék a nagyvezért, aki akkor készült betörni Erdélybe. Küldetésük nem járt sikerrel: Köprili Lugost és Borosjenőt elszakasztotta Erdélytől; a korábbi 15 000 arany évi adó helyett, 40 000 aranyat vetett ki az országra, ezen felül 500 000 tallér hadikárpótlást is követelt. Barcsay Ákost szeptember 14-én Erdély fejedelmének tette, Lutschot azonban két társával túszként visszatartotta és magával vitte Konstantinápolyba. Lutsch a Héttoronyba került, és itt értesült 1660 nyarán neje haláláról.

## Műve
- Diarium dessen in dem Herrn ruhenden N. V. W. W. Herrn Johannes Lutsch, vormals gewesenen treuen Königsrichter unserer Hauptstadt Hermannstadt, so aus seinen eigenen Manuscriptis von Worten zu Worten herausgegeben 1607–1661 (Deutsche Fundgruben zur Geschichte Siebenbürgens. Klausenburg, 1839. I. 281-336. I. Kemény József gróf adta ki Lutsch fiának, Johannes Lutsch városi tanácsosnak, aki 1703-ban hunyt el, kivonatos másolatából és kiegészítésével.)